# 莱瓦泰
莱瓦泰（義大利語：Levate），是意大利贝加莫省的一个市镇。总面积5平方公里，人口3805人，人口密度761.0人/平方公里（2009年）。国家统计（ISTAT）代码为016126。